# Ліно-Лейкс (Міннесота)
Ліно-Лейкс (англ. Lino Lakes) — місто (англ. city) в США, в окрузі Анока штату Міннесота. Населення — 21 399 осіб (2020).

## Географія
Ліно-Лейкс розташоване за координатами 45°10′4″ пн. ш. 93°5′6″ зх. д. / 45.16778° пн. ш. 93.08500° зх. д. (45.167875, -93.084956).  За даними Бюро перепису населення США в 2010 році місто мало площу 86,02 км², з яких 73,09 км² — суходіл та 12,93 км² — водойми.

## Демографія
Згідно з переписом 2010 року, у місті мешкало 20 216 осіб у 6174 домогосподарствах у складі 5183 родин. Густота населення становила 235 осіб/км².  Було 6323 помешкання (74/км²).
Расовий склад населення:
| - 90,9 % — білих - 3,7 % — азіатів - 2,7 % — чорних або афроамериканців - 0,7 % — корінних американців - 0,1 % — вихідців з тихоокеанських островів |

До двох чи більше рас належало 1,6 %. Частка іспаномовних становила 1,8 % від усіх жителів.
За віковим діапазоном населення розподілялося таким чином: 28,8 % — особи молодші 18 років, 66,4 % — особи у віці 18—64 років, 4,8 % — особи у віці 65 років та старші. Медіана віку мешканця становила 37,2 року. На 100 осіб жіночої статі у місті припадало 116,5 чоловіків;  на 100 жінок у віці від 18 років та старших — 121,9 чоловіків також старших 18 років.
Середній дохід на одне домашнє господарство  становив 112 143 долари США (медіана — 102 904), а середній дохід на одну сім'ю — 120 920 доларів (медіана — 110 631). Медіана доходів становила 73 787 доларів для чоловіків та 51 905 доларів для жінок. За межею бідності перебувало 5,2 % осіб, у тому числі 7,6 % дітей у віці до 18 років та 8,7 % осіб у віці 65 років та старших.
Цивільне працевлаштоване населення становило 10 947 осіб. Основні галузі зайнятості: освіта, охорона здоров'я та соціальна допомога — 22,1 %, виробництво — 15,1 %, роздрібна торгівля — 10,6 %, науковці, спеціалісти, менеджери — 10,1 %.